# Андерс Олександр Георгійович
Олекса́ндр Гео́ргійович А́ндерс (нар. 9 червня 1941, Москва — пом. 2016, Харків, Україна) — український фізик. Доктор фізико-математичних наук (1988), професор. Лауреат Державної премії України в галузі науки і техніки (1991).

## Життєпис
У 1963 році закінчив радіотехнічний факультет Харківського політехнічного інституту. Від того ж року працював у Фізико-технічному інституті низьких температур ім. Б. І. Вєркіна Національної академії наук України (м. Харків), де пройшов шлях від інженера до провідного наукового співробітника:
- 1963—1965 — інженер,
- 1965—1971 — молодший науковий співробітник,
- 1971—1973 — науковий співробітник,
- 1973—1987 — старший науковий співробітник,
- 1987—1994 — провідний науковий співробітник,
- 1994—1996 — завідувач лабораторії,
- 1996—2000 — провідний науковий співробітник.

У 1973 р. захистив кандидатську, а у 1988 р. докторську дисертацію.
З 1990 р. за сумісництвом викладав на физичному факультеті Харківського національного університету імені В. Н. Каразіна.З 2001 р. — завідувач кафедри загальної фізики, професор. Читав лекційні курси: «Основи магнітного резонансу», «Резонанс в магнітно-впорядкованих середовищах», «Магнетизм низьковимірних систем та нанорозмірних матеріалів». Брав участь у роботі спеціалізованих вчених рад.
Лауреат Національної премії України імені Бориса Патона 1991 року за цикл робіт «Виявлення та дослідження нових типів резонансів, структур і магнітопружних аномалій в низькорозмірних антиферомагнетиках» (у співавт.).

## Наукова діяльність
Основні напрями наукової діяльності:
- вивчення явищ магнітного резонансу — електронного парамагнітного резонансу (ЕПР), феромагнітного резонансу (ФМР), антиферомагнітного резонансу (АФМР) — у діелектричних, високотемпературних надпровідниках та споріднених матеріалах;
- дослідження магнітних і резонансних властивостей низьковимірних магнітних систем;
- фізика дипольних магнетиків.

## Основні праці
- Высокотемпературная спиновая динамика и частотная зависимость ширины линии ЭПР в низкоразмерных гейзенберговских магнитных системах // ЖЭТФ. 1986. Т. 90, № 3 (співавтор);
- Природа магнитного упорядочения редкоземельной подсистемы в соединениях REBa2Cu3Ox (RE–Dy, Nd, Er) // Сверхпроводимость: физика, химия, техника. 1992. Т. 5, № 4 (співавтор);
- Evidence for stationary non-linear exitations in specific heat of dipolar magnet KEr(MoO4)2 // J. of Magnetism and Magnetic Materials. 1998. Vol. 187 (співавтор);
- Аномалии СВЧ поглощения квазиодномерного CsMnCl3×2H2O в импульсном магнитном поле // ФНТ. 1999. Т. 25, № 6.